# ۵۰ رستوران برتر جهان
۵۰ رستوران برتر جهان (انگلیسی: The World's 50 Best Restaurants) فهرستی است که توسط شرکت رسانه‌ای ویلیام رید تهیه می‌شود و نخستین بار در مجله بریتانیایی رستوران در سال ۲۰۰۲ منتشر شد. این فهرست و جوایز مربوط به آن دیگر به‌طور مستقیم ارتباطی با مجلهٔ تخصصی رستوران ندارند؛ گرچه هردو متعلق به همان شرکت ویلیام رید هستند.
علاوه بر رتبه‌بندی اصلی رستوران‌ها از ۱ تا ۵۰، تعدادی جوایز ویژه دیگر برای افراد و رستوران‌ها هم اعطا می‌شود، از جمله جایزه «وان تو واچ»، «جایزه آیکان»، جایزه «بهترین سرآشپز زن» و جایزه «انتخاب سرآشپزها»، که بر پایهٔ رای پنجاه سرآشپز از رستوران‌های برتر سال قبل اعطا می‌شود. در مناطق خاص، کمیتهٔ منتشرکننده این فهرست همچنین یک فهرست ۵۱ تا ۱۰۰ را از قبل اعلام می‌کند، که مکان‌های بیشتری را در آن منطقه پوشش داده و معرفی می‌کند. این فهرست که اغلب به عنوان یک شاخص از روندهای خوراک‌شناسی جهانی به‌کار می‌رود، جلوه‌ای از انواع غذاها و آشپزی‌های مختلف از سراسر جهان است.

## تاریخچه
فهرست ۵۰ رستوران برتر جهان نخستین بار در سال ۲۰۰۲ در مجله بریتانیایی رستوران منتشر شد. اندکی پس از آن، یک مراسم شبانهٔ اهدای جوایز نیز برای بزرگداشت انتشار این فهرست راه‌اندازی شد. نتایج از طریق شبکه رسانه‌های اجتماعی ۵۰ رستوران برتر جهان و وب‌سایت آن در شبِ اهدای جوایز منتشر می‌شود.
فهرست ۵۰ رستوران برتر جهان نتیجه یک نظرسنجی از بیش از ۱٬۰۰۰ کارشناس مستقل است که هر کدام به رستورانی رای داده‌اند که در آن بهترین تجربه غذایی خود را داشته‌اند. آکادمی ۵۰ رستوران برتر جهان از نظر جنسیت متعادل است و شامل ۲۷ منطقه در سراسر جهان است. هر منطقه یک رئیس (رئیس آکادمی) دارد و آن رئیس ۴۰ نفر (از جمله خودش) را برای رای دادن گردِ هم می‌آورد. این گروه داوری، ترکیبی مساوی از سرآشپزها و رستوران‌دارهای پیشرو در آن منطقه، روزنامه‌نگاران و منتقدان مواد غذایی و آدم‌های خوش‌خوراکی هستند که به اصطلاح محیط‌دیده هستند و سفرهای زیادی کرده‌اند. در شرایط معمول، حداقل ۲۵ درصد از اعضای گروه داوری از هر منطقه هر سال تغییر می‌کنند.
فرایند رای‌گیری و نتایج نهایی برندگان فهرست ۵۰ رستوران برتر منوط به ممیزی و داوری مستقل شرکت دیلویت است.
هیچ معیارِ از پیش تعیین‌شده‌ای برای رای دادن وجود ندارد. کمیتهٔ مجری، به ۱٬۰۸۰ رای‌دهنده اجازه می‌دهد تا مستقلاً تصمیم خود را اتخاذ کنند و سپس آرای آنها را برای ایجاد فهرست جمع‌آوری می‌کند.
از سال ۲۰۱۳، ویلیام رید همچنین فهرست رستوران‌های برتر منطقه‌ای همچون «۵۰ رستوران برتر آسیا» و «۵۰ رستوران برتر آمریکای لاتین» را منتشر کرده‌است و از فوریهٔ ۲۰۲۲، فهرست «۵۰ رستوران برتر خاورمیانه و شمال آفریقا» هم بدان افزوده شده‌است.
مطابق قانونی که در سال ۲۰۱۹ وضع شد، برندگان پیشین اجازه شرکت در رقابت را ندارند. رستوران نوما دوباره در سال ۲۰۲۱ واجد شرایط شد، زیرا در سال ۲۰۱۶ بسته شد و در یک مکان جدید و با فلسفه‌ای نوین بازگشایی گردید.

## برترین رستوران‌ها

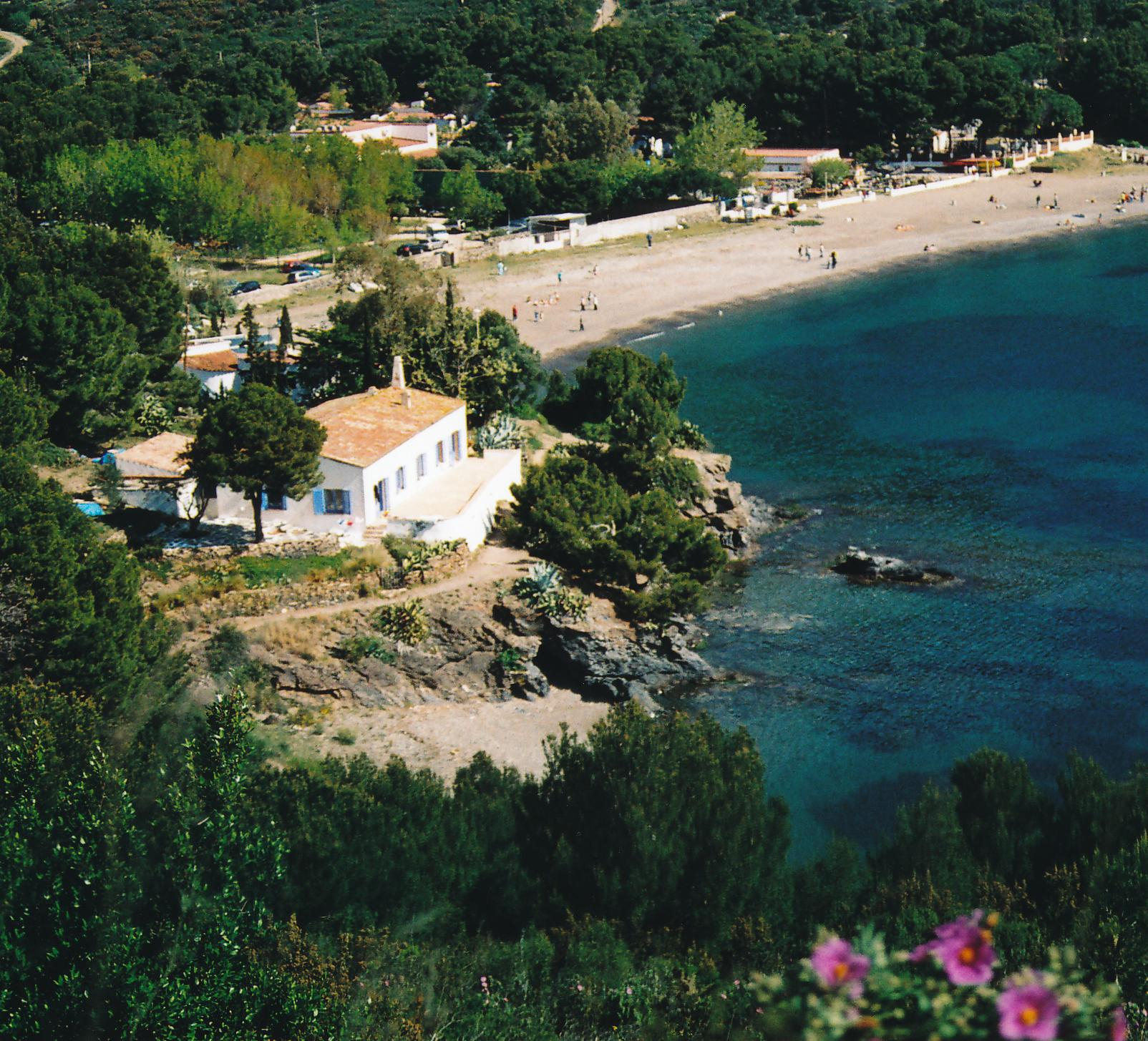
نمایی از ساختمان رستوران بویی از بالا

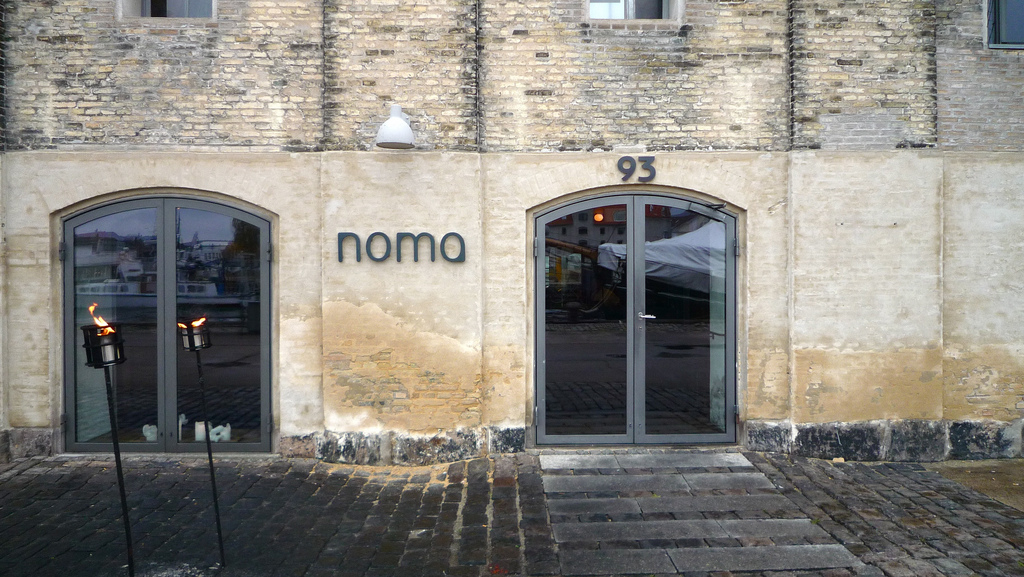
نمای ورودی ساختمان پیشین رستوران نوما

| سال  | اول                | دوم                | سوم                |
| ---- | ------------------ | ------------------ | ------------------ |
| ۲۰۰۲ | بویی               | گوردون رمزی        | فرنچ لاندری        |
| ۲۰۰۳ | فرنچ لاندری        | بویی               | لویی پانزدهم       |
| ۲۰۰۴ | فرنچ لاندری        | فَت داک             | بویی               |
| ۲۰۰۵ | فَت داک             | بویی               | فرنچ لاندری        |
| ۲۰۰۶ | بویی               | فَت داک             | پیر گانیر          |
| ۲۰۰۷ | بویی               | فَت داک             | پیر گانیر          |
| ۲۰۰۸ | بویی               | فَت داک             | پیر گانیر          |
| ۲۰۰۹ | بویی               | فَت داک             | نوما               |
| ۲۰۱۰ | نوما               | بویی               | فَت داک             |
| ۲۰۱۱ | نوما               | سِلِر دِ کان روکا     | موگاریتس           |
| ۲۰۱۲ | نوما               | سِلِر دِ کان روکا     | موگاریتس           |
| ۲۰۱۳ | سِلِر دِ کان روکا     | نوما               | اوستریا فرانچسکانا |
| ۲۰۱۴ | نوما               | سِلِر دِ کان روکا     | اوستریا فرانچسکانا |
| ۲۰۱۵ | سِلِر دِ کان روکا     | اوستریا فرانچسکانا | نوما               |
| ۲۰۱۶ | اوستریا فرانچسکانا | سِلِر دِ کان روکا     | اِلِوِن مدیسون پارک   |
| ۲۰۱۷ | اِلِوِن مدیسون پارک   | اوستریا فرانچسکانا | سِلِر دِ کان روکا     |
| ۲۰۱۸ | اوستریا فرانچسکانا | سِلِر دِ کان روکا     | میرازور            |
| ۲۰۱۹ | میرازور            | نوما               | آسادور اِچه‌باری     |
| ۲۰۲۱ | نوما               | گرانیوم            | آسادور اِچه‌باری     |
| ۲۰۲۲ | گرانیوم            | سنترال رستورانته   | دیسفروتار          |
| ۲۰۲۳ | سنترال رستورانته   | دیسفروتار          | دایوِرسو            |
| ۲۰۲۴ | دیسفروتار          | آسادور اِچه‌باری     | تیبل با برنو ورژو  |

## بهترین بهترین‌ها
(به‌روزرسانی‌شده تا تاریخ ۲۰ ژوئن ۲۰۲۳ میلادی)
در سال ۲۰۱۹، فهرست «بهترین بهترین‌ها» نیز راه‌اندازی شد که نوعی تالار مشاهیر برای رستوران‌هایی است که در لیست ۵۰ بهترین رستوران دنیا به رتبهٔ نخست دست یافته‌اند. با ایجاد این فهرست، برندگان شماره ۱ دیگر واجد شرایط شرکت در نسخه‌های جدید فهرست نیستند.
رستوران جدید نوما به دلیلِ سه تغییر کلیدی نسبت به رستوران اولیه‌اش (مکان، رویکرد و مالکیت)، واجد شرایط رقابت برای فهرست ۵۰ رستوران برتر جهان در سال ۲۰۲۱ بود، چرا که رستوران جدیدی محسوب می‌شد. رستوران قدیمی نوما در چهار نوبت، در سال‌های ۲۰۱۰، ۲۰۱۱، ۲۰۱۲ و ۲۰۱۴ در صدر این فهرست قرار گرفته بود.
رستوران‌های زیر از زمان شروع این رده‌بندی در فهرست ۵۰ رستوران برتر جهان، جزء «بهترین بهترین‌ها» بوده‌اند و بنابراین دیگر واجد شرایط رای دادن نیستند:
- بویی (۲۰۰۲، ۲۰۰۶ تا ۲۰۰۹)
- فرنچ لاندری (۲۰۰۳ و ۲۰۰۴)
- فَت داک (۲۰۰۵)
- نوما (۲۰۱۰ تا ۲۰۱۲، ۲۰۱۴، ۲۰۲۱)
- سِلِر دِ کان روکا (۲۰۱۳، ۲۰۱۵)
- اوستریا فرانچسکانا (۲۰۱۶، ۲۰۱۸)
- اِلِوِن مدیسون پارک (۲۰۱۷)
- میرازور (۲۰۱۹)
- گرانیوم (۲۰۲۲)
- سنترال رستورانته (۲۰۲۳)